# Jubung
Jubung is een bestuurslaag in het regentschap Jember van de provincie Oost-Java, Indonesië. Jubung telt 5786 inwoners (volkstelling 2010).